# 里昂·懷特
里昂·懷特（英語：Leon White，1955年5月14日—2018年6月18日），本名里昂·艾倫·懷特（英語：Leon Allen White），是美國的職業摔角選手。里昂·懷特最出名的時期是1990年代於世界摔角聯盟、世界冠軍摔角、新日本職業摔角、UWF國際(UWF International)及全日本摔角聯盟。其較為人所知的擂台名有大班貝達(Big Van Vader，新日本時期)、超級貝達(Super Vader，UWF國際時期)及貝達(Vader，全日本時期、諾亞時期)，或譯培塔。
2018年6月18日於美國時間晚間7點25分因肺炎逝世於美國科羅拉多州醫院。該年3月已分別接受心臟手術和心律不整手術。期間，場上多次敵對，但私交甚篤的史田/魔蠍史丁經常探望他和家人。

## 冠軍及成就

### 新日本職業摔角
- IWGP重量級冠軍(第4代、第7代、第10代)
- IWGP雙打冠軍(第18代，搭檔為畢加洛(Crusher Bam Bam Bigelow))

### 職業摔角畫報
- PWI年度最佳摔角手（1993年）
- PWI Years-第27名（2003年）
- PWI 500-第2名（1993年）

### 世界冠軍摔角
- WCW美國重量級冠軍（一次）[9]
- WCW世界重量級冠軍（三次）[10][11][12]

### 世界摔角聯盟
- 衝擊大賞年度世紀之罪（1996年；罪行為襲擊世界摔角聯盟董事長季風猩猩（英语：Gorilla Monsoon））[13]

### 摔角觀察通訊獎（英语：Wrestling Observer Newsletter awards）
- 最佳腳跟（1993年）
- 最佳砍擊（1993年）
- 最佳進步摔角手（1999年）
- 最佳年度最佳摔角手（1993年）
- 摔角觀察通訊名人堂（1996年）

### 全日本職業摔角
- 三冠重量級冠軍(第22代、第24代)
- 世界雙打冠軍(第41代，搭檔為史提夫·威廉斯)

### 職業摔角諾亞
- GHC重量級雙打冠軍(初代，搭檔為天蠍星)